# 屯田
屯田
1. 屯田（とんでん）は、兵士による開拓・駐屯の制度。
2. 屯田（みた）は、古代日本の皇室領。

## 概要
屯田（とんでん）とは、兵士に新しく耕地を開墾させ、戦時には軍隊に従事させながらも、平時には農業を行わせて自らを養わせる制度。またその場所や地域を言う。

### 中国
前漢の武帝は、辺境地帯を防衛する兵士に農耕を行わせた（軍屯）。後漢末期に徐州の陶謙が陳登を典農校尉に任じて屯田のことを行わせ、続いて196年には魏の曹操は、韓浩・棗祗らの提言に従って屯田制を導入した。これは、辺境地帯でなく内地において、荒廃した田畑を一般の人民にあてがって耕作させるもの（民屯）で、当初は許都の周辺で行われ、のち各地に広まった。屯田制下の人民は、各郡の典農中郎将、各県の典農都尉によって、一般の農村行政とは別に軍事組織と結びついた形で統治された。司馬懿の提言で、長期にわたる抗争を繰り広げていた呉・蜀それぞれの国境付近（淮河流域、関中）でも軍屯が展開され、これにより安定した食糧供給を維持した魏は、両国との争いを有利に進めた。これに対して蜀でも諸葛亮・蔣琬・姜維が漢中にて屯田を行っている。晋の時代になると民屯が廃止され、軍屯のみが残った。こうした国家が土地・人民を直接に管理・支配しようとする試みは、のちの均田制にも通じるものであったといえる。
こうした軍戸制は、モンゴルの千戸制を模した組織を作ろうとした元代の漢人部隊で復活し、明代になるとより大々的に実施され今日では衛所制と言われている。また軍隊が、必要に応じて耕作する、という意味での広義の屯田は、唐宋以後も、現代に至るまで、特に辺境防衛の兵糧確保の手段として、しばしば行われている（→新疆生産建設兵団）。

### 日本
明治期に屯田兵が北海道で本格的に開墾に従事した（主に道央以東、以北）。この制度を屯田兵制という。札幌市北区にある屯田（とんでん）、中央区山鼻の東屯田通、西屯田通は、屯田兵が駐屯したことから付けられた地名である。

### ロシア
19世紀初めのロシアでは、皇帝アレクサンドル1世の発案で屯田兵制度をはじめた。兵士を国有地農民にすること、国有地農民を兵士にすること、両方向から屯田兵が創出され、軍務と農業を兼ねさせた。
1810年11月9日、フランス革命からナポレオン時代の長い戦争の小休止期に、皇帝は勅令により最初の屯田開始をアレクセイ・アラクチェーエフ伯爵に命じた。モギリョフ県の一部地域の住民を強制移住させ、そのあとに兵士を定住させる計画であった。家を追われた住民は、飢えと寒さのなか移動させられ、死ぬ者も出た。
1812年にナポレオンがロシアに侵攻すると、屯田の設置は中止になった。戦後、1816年8月5日の命令で、ノヴゴロド県で屯田村開設の計画が始められた。翌1817年になると、兵士を定住させるのではなく、農民を兵士にする方式での屯田実施が南ロシアで導入された。屯田はさらに拡大し、一時はロシア軍兵士の3分の1が屯田兵になった。
屯田村の男で、老いた者は「廃兵」、青壮年者は「兵士」、そして7歳から17歳は「少年兵」と呼ばれた。少年兵は親から引き離されて集団生活を送り、18歳になると兵士になった。兵士は軍服の着用を義務づけられた。
当時のロシアの農民は農奴で、移動や職業選択の自由がなく、一般に重い負担に苦しんでいたが、家庭生活を破壊し苛酷な体刑で日常生活を縛る屯田兵の待遇は、それ以上に耐えがたい苦難であった。免除を求める請願を出した農民もいたが、まったく無視され、各地で反乱が起きた。1819年のチュグーエフの暴動ではアラクチェーエフが率いる陸軍部隊が鎮圧した。313人の反乱兵が体刑にあい、25人がそのせいで死んだ。1857年、アレクサンドル2世によって廃止された。

## 古代日本の皇室領
屯田（みた）は、大王の直接支配する田地。その管理のために置かれたのが屯倉である。大宝令では屯田、養老令で官田といわれているもの。大和・摂津に30町、河内・山城に20町と規定された。全国に点在する「富田」（とんでん・とんだ・とみた）と呼ばれる地名は、その多くが屯田が転じたものであると考えられている。